# 21587 Крістопінн
21587 Крістопінн (21587 Christopynn) — астероїд головного поясу, відкритий 26 вересня 1998 року.
Тіссеранів параметр щодо Юпітера — 3,268.